# Jenny Lou Carson
Jenny Lou Carson, (13 de enero de 1915 - 16 de diciembre de 1978), nacida con el nombre de Virginia Lucille Overstake, fue una cantante y compositora estadounidense de música country y la primera mujer en escribir un número uno de las listas de country. Entre 1945 y 55 fue una de las cantantes de este estilo más prolíficas.

## Biografía
Segunda de seis hijos de Helen Elizabeth Nalefski y Herschel Jewel Overstake, nació en Decatur, Illinois) donde creció en un barrio de la periferia y comienza a trabajar con pocos años. Su padre tenía una personalidad estricta e inculcó en sus hijos una ética de trabajo muy fuerte así como un sentido de competición basado en conseguir a toda costa. Cuando fue adulta, raramente habló de aquellos años, aunque en algún momento comentó "You don't need friends if you've got your family with you."

## Carrera
Comienza su carrera profesional con 17 años en 1932 cantando con sus hermanas Evelyn y Eva Alaine (AKA: Judy Martin) Overstake con el nombre "Three Little Maids" en el concurso de la WLS-AM National Barn Dance en Chicago.  Carson también actuó alguna vez como Winnie en el trío "Winnie, Lou, and Sally (WLS)". Las hermanas  Overstake también actuaron como "The Little Country Girls".
De 1938 a 1939 grabó bajo el nombre de Lucille Lee con los Sweet Violet Boys, también conocidos como The Prairie Ramblers.
Adoptándose como una Annie Oakley del siglo XX, Overstake asumió el nombre de Jenny Lou Carson en septiembre de 1939. Se convirtió en una francotiradora experta y aprendió a hacer girar una cuerda y manipular un látigo. Recorrió el estado de Texas presentando su espectáculo de vaqueras y cantando con su compañero, Texas Tommy.
Durante la Segunda Guerra Mundial, escribió canciones populares sobre los niños soldados y el hogar. Era conocida como la "Radio Chin-Up Girl" y recibió muchas cartas de fans de los militares y sus familias.
Jenny Lou Carson es la autora de Jealous Heart para Tex Ritter , una canción que se mantuvo en las listas de éxitos durante 23 semanas en 1945, y You Two-Timed Me One Time Too Often , el primer gran éxito country escrito por una mujer, que se mantuvo en el n. 1 en el gráfico de países durante 11 semanas en 1945. [3]
Carson escribió una gran cantidad de canciones para varias estrellas de la música country como Roy Acuff , Eddy Arnold , Ernest Tubb y Red Foley , quien se había casado con su hermana Eva. Coescribió con Al Hill, un seudónimo utilizado por Fred Wise , Kathleen Twomey y Ben Weisman , el popular éxito de 1954 Let Me Go, Lover! , interpretada por primera vez por Joan Weber , de 18 años, y posteriormente grabada por Hank Snow , Teresa Brewer , Peggy Lee , Patti Page y Sunny Gale.
Su catálogo de canciones contiene más de 170 canciones que han sido grabadas profesionalmente por más de 180 artistas.
En 1971 fue incluida en el Salón de la Fama de los Compositores de Nashville .

## Lista incompleta de canciones
- Ain'tcha Tired of Makin' Me Blue
- A Pair of Broken Hearts (1945) (Coescrita con Fred Rose)
- A Penny For Your Thoughts (1947)
- Another night is coming (1950) (Coescrita con Moon Mullican)
- Blues in My Heart  (1949) (Coescrita con Red Foley)
- Chained to a Memory (1946)
- C-H-R-I-S-T-M-A-S  (1949) (Coescrita con Eddy Arnold)
- Darling, What More Can I Do?  (1945) (Coescrita con Gene Autry)
- Don't Rob Another Man's Castle (1949) (#1 Hit for Eddy Arnold)
- Down by the Rippling Stream (We'll go a-strolling) (1942)
- Echo of Your Footsteps (1949)
- Foolish tears  (1947)
- If I Never Get to Heaven
- I Left My Heart in Texas (1940)
- I'd Trade All of My Tomorrows (For Just One Yesterday)
- Jealous Heart (1944)
- The Keys to the Kingdom (1952)
- Let Me Go, Lover!  (1953) (Coescrita con A. Hill)
- Lovebug Itch (1950) (Coescrita con Roy Botkin)
- Many Tears Ago  (1945)
- Marriage Vow (1949)
- Never Trust a Woman (1947)
- One little tear-drop too late  (1946)
- Penny for your thoughts  (1947)
- You Two-Timed Me One Time Too Often (1945)